# Haplidia villosicollis
Haplidia villosicollis är en skalbaggsart som beskrevs av Ernst Gustav Kraatz 1882. Haplidia villosicollis ingår i släktet Haplidia och familjen Melolonthidae. Inga underarter finns listade i Catalogue of Life.